# Aleksejs Saramotins
Aleksejs Saramotins, né le 8 avril 1982 à Riga, est un coureur cycliste letton. Son palmarès comprend notamment huit titres de champion de Lettonie sur route.

## Biographie
Aleksejs Saramotins dispute la course en ligne des moins de 23 ans aux championnats du monde sur route 2003 et 2004. Après un abandon en 2003, il est l'un des attaquants en 2004 et termine à la 23e place.
De 2004 à 2008, Aleksejs Saramotins est membre de l'équipe lettonne Rietumu Bank - Riga. Il est champion de Lettonie sur route en 2005, 2006 et 2007. Il dispute la course en ligne élites des championnats du monde sur route : hors-délai en 2005, il abandonne en 2006 et 2007.En 2008, il obtient cinq victoires lors d'épreuves de l'UCI Europe Tour : le SEB Tartu GP, la Scandinavian Open Road Race, le Lombardia Tour, et des étapes du Circuit des Ardennes et du Tour de Slovaquie. Il est également deuxième du Tour du Finistère, troisième du Samyn et du Riga Grand Prix. Ces résultats lui valent la 14e place du classement individuel du circuit européen. Il termine 57e du championnat du monde sur route à Varèse.
En 2009, l'équipe Rietumu Bank-Riga n'existe plus, Saramotins rejoint l'équipe continentale danoise Designa Køkken, avec son coéquipier russe Sergey Firsanov. Il gagne le Grand Prix de Lillers, la Course des raisins, le Tour de Münster et une étape de la Ronde de l'Oise. Il se classe deuxième du SEB Tartu GP et du Duo normand, contre-la-montre en couple qu'il dispute avec Firsanov. Il est deuxième des deux championnats de Lettonie sur route, la course en ligne et le contre-la-montre. Il finit dixième de l'UCI Europe Tour. En septembre, aux championnats du monde sur route à Mendrisio, Il est 30e du contre-la-montre, sur 65 classés, et 77e de la course en ligne.
En 2010, Aleksejs Saramotins est recruté par l'équipe ProTour américaine HTC-Columbia. Il retrouve cette année-là le maillot de champion de Lettonie sur route et prend la deuxième place du championnat du contre-la-montre. Il gagne le Grand Prix d'Isbergues.
Saramotins rejoint en 2011 l'équipe continentale professionnelle Cofidis, avec laquelle il signe un contrat de deux ans. Il connait sa première année sans victoire depuis 2004. Comme en 2009, il est deuxième des championnats de Lettonie sur route et du contre-la-montre. Il est dixième du Samyn et huitième de Binche-Tournai-Binche. Il dispute son premier grand tour, le Tour d'Espagne. Aux championnats du monde sur route au Danemark, il est 22e de la course en ligne.
En début de saison 2012, Saramotins est septième du Tro Bro Leon et des Boucles de la Mayenne, dixième du Grand Prix de Francfort, dix-huitième de Paris-Roubaix. En juin, il est de nouveau champion de Lettonie sur route et deuxième du contre-la-montre. En juillet, il représente la Lettonie aux Jeux olympiques de Londres. Il termine la course en ligne dans le peloton, à la 56e place. Neuvième du Tour du Limousin en août, il dispute en septembre les championnats du monde sur route dans le Limbourg néerlandais. Il est 50e du contre-la-montre, sur 56 classés, et abandonne lors de la course en ligne.
Aleksejs Saramotins est recruté pour la saison 2013 par la nouvelle équipe suisse IAM. Il chute sur Paris-Roubaix et se casse alors un scaphoïde, ce qui l'oblige à stopper toute compétition pendant quatre semaines et à être privé des classiques ardennaises.
Au mois d'octobre 2016, il signe un contrat en faveur de l'équipe allemande Bora-Hansgrohe.
Au mois d'août 2018 il termine troisième du Tour de République tchèque.
En 2019, il rejoint l'équipe continentale asiatique Interpro Cycling Academy dirigée par l'ancien coureur professionnel français Damien Garcia.

## Palmarès

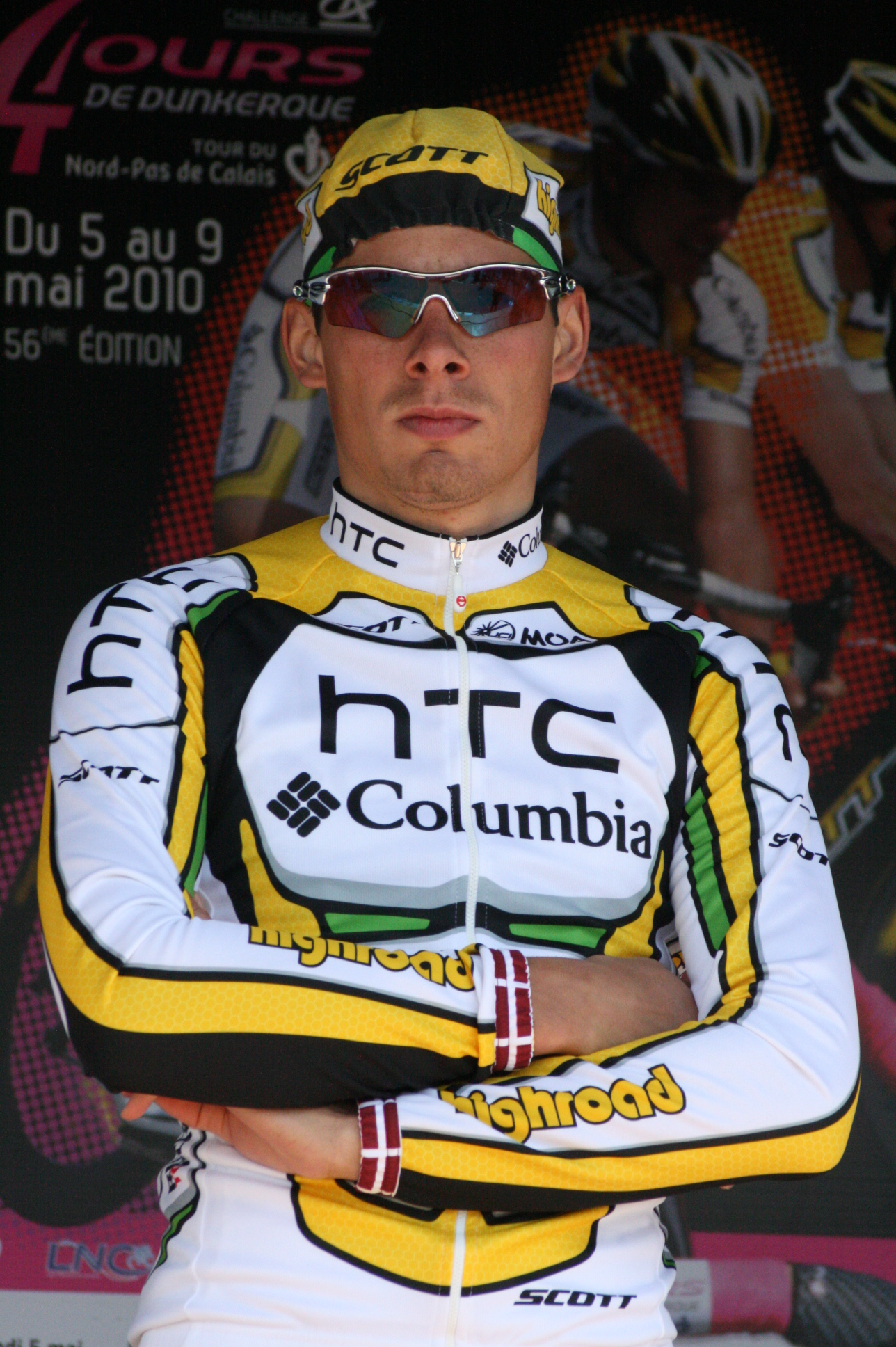
Aleksejs Saramotins aux Quatre Jours de Dunkerque 2010.

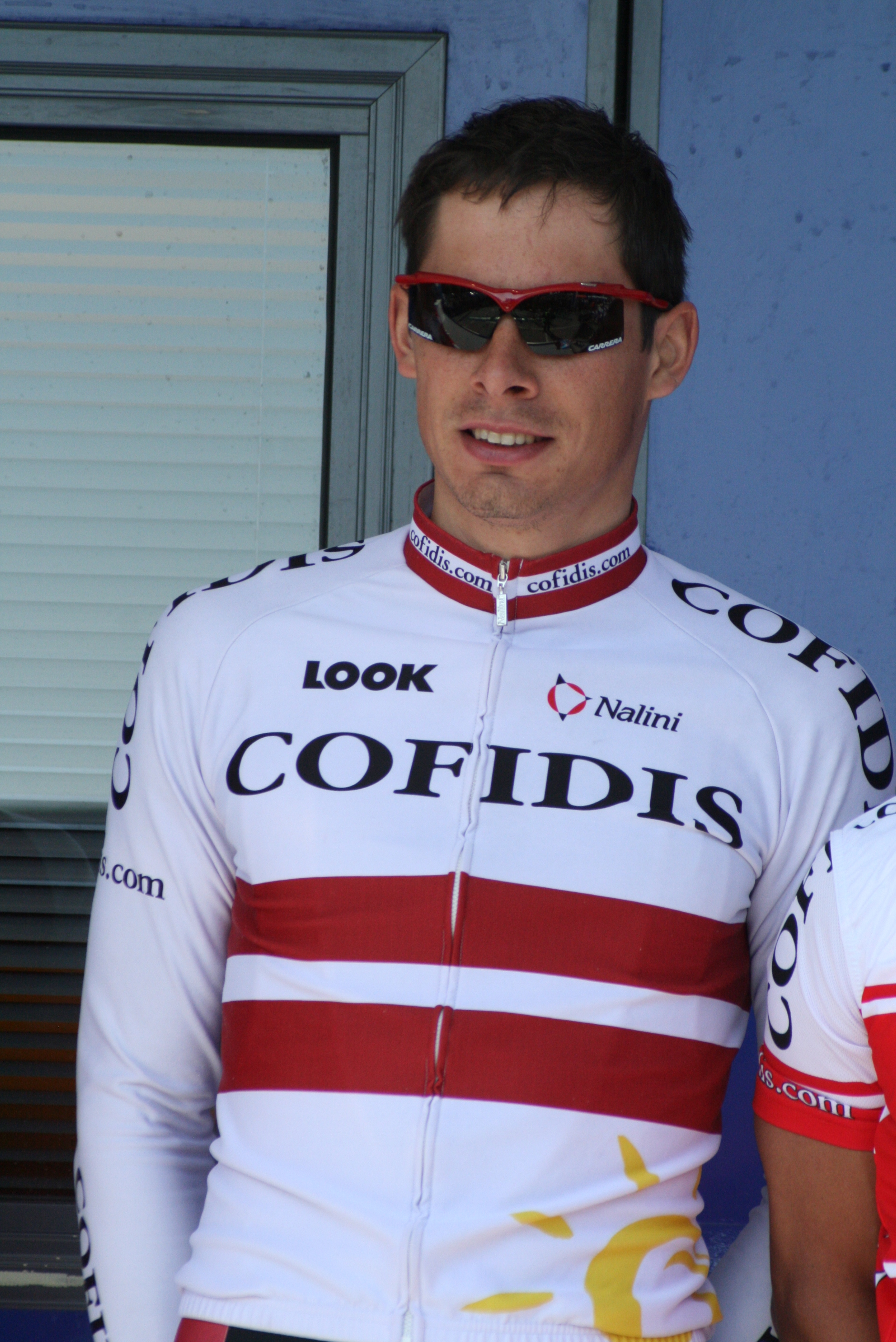
Aleksejs Saramotins vêtu du maillot de champion de Lettonie lors des Quatre Jours de Dunkerque 2011.

### Par années
- 2004
  - 3e du championnat de Lettonie sur route
- 2005
  -  Champion de Lettonie sur route
- 2006
  -  Champion de Lettonie sur route
  - 2e du Riga Grand Prix
  - 2e de la Mayor Cup
- 2007
  -  Champion de Lettonie sur route
  - 4e étape du Tour de Croatie
  - 2e de l'EOS Tallinn GP
  - 2e du Riga Grand Prix
  - 3e de la Mayor Cup
  - 3e du championnat de Lettonie du contre-la-montre
- 2008
  - 1re étape du Circuit des Ardennes
  - SEB Tartu GP
  - Scandinavian Open Road Race
  - 3e étape du Tour de Slovaquie
  - Lombardia Tour
  - 2e du Tour du Finistère
  - 3e du Samyn
  - 3e du Riga Grand Prix
  - 3e du championnat de Lettonie du contre-la-montre
- 2009
  - Grand Prix de Lillers
  - 3e étape de la Ronde de l'Oise
  - Druivenkoers Overijse
  - Tour de Münster
  - 2e du championnat de Lettonie sur route
  - 2e du championnat de Lettonie du contre-la-montre
  - 2e du SEB Tartu GP
  - 2e du Duo normand (avec Sergey Firsanov)
  - 3e du Grand Prix Copenhagen Classic
- 2010
  -  Champion de Lettonie sur route
  - Grand Prix d'Isbergues
  - 2e du championnat de Lettonie du contre-la-montre
- 2011
  - 2e du championnat de Lettonie sur route
  - 2e du championnat de Lettonie du contre-la-montre
- 2012
  -  Champion de Lettonie sur route
  - 2e du championnat de Lettonie du contre-la-montre
- 2013
  -  Champion de Lettonie sur route
  - Tour du Doubs
  - 2e du championnat de Lettonie du contre-la-montre
  - 2e du Tour du Jura
- 2014
  - 5e étape du Tour de Burgos (contre-la-montre)
  - 2e du championnat de Lettonie sur route
  - 2e du championnat de Lettonie du contre-la-montre
- 2015
  -  Champion de Lettonie sur route
  - 2e du championnat de Lettonie du contre-la-montre
- 2016
  - 2e du championnat de Lettonie du contre-la-montre
  - 3e de la Clásica de Almería
  - 8e de Paris-Roubaix
- 2017
  -  Champion de Lettonie du contre-la-montre
- 2018
  - 2e du championnat de Lettonie sur route
  - 3e du championnat de Lettonie du contre-la-montre
  - 3e du Czech Cycling Tour

### Résultats sur les grands tours

#### Tour d'Espagne
2 participations
- 2011 : 166e
- 2014 : abandon (7e étape)

#### Tour d'Italie
1 participation
- 2015 : 161e

### Classements mondiaux
| Année           | 2005 | 2006 | 2007 | 2008 | 2009 | 2010 | 2011 | 2012 | 2013 | 2014 | 2015 |
| --------------- | ---- | ---- | ---- | ---- | ---- | ---- | ---- | ---- | ---- | ---- | ---- |
| UCI World Tour  |      |      |      |      |      |      |      |      |      |      | nc   |
| UCI Europe Tour | 253e | 51e  | 30e  | 14e  | 10e  |      | 295e | 157e | 32e  | 124e |      |